# Rhinoraja kujiensis
Rhinoraja kujiensis är en rockeart som först beskrevs av Tanaka 1916.  Rhinoraja kujiensis ingår i släktet Rhinoraja och familjen egentliga rockor. IUCN kategoriserar arten globalt som livskraftig. Inga underarter finns listade i Catalogue of Life.